# جون إل. وود
جون إل. وود (بالإنجليزية: John L. Wood)‏ هو عالم كيمياء حيوية أمريكي، ولد في 4 ديسمبر 1961.